# Kursk
Kursk (rusky Курск) je město ve středním Rusku, správní středisko Kurské oblasti. Žije zde přibližně 435 tisíc obyvatel.
Kursk je stanicí na železniční magistrále spojující Moskvu, Charkov a Krym; zastavují tady četné rychlíky spojující Moskvu či Petrohrad s celou východní Ukrajinou. Méně frekventovaná je pak trať (Kyjev) – Lgov – Voroněž.
V okolí města během druhé světové války proběhla v roce 1943 největší tanková bitva v dějinách. Vedle bitvy u Stalingradu znamenala obrat ve vývoji války, když ukončila ofenzivní schopnosti německé armády.

## Historie
Kursk je poprvé připomínán v Životě svatého Teodosia Pečerského (po roce 1032, kdy Jaroslav I. Moudrý ovládl Dněperské levobřeží). Ve zmíněném letopisu je Kursk popisován jako mocné město s rozvinutým obchodem a velkým množstvím obyvatel. Byl součástí Černigovského, později Perejaslavského a Novgorod-Severského knížectví. V Lavrentěvském letopise je poprvé zmíněn k roku 1095, tento rok je považován za rok založení Kurského údělného knížectví, které existovalo mezi 11. a 13. stoletím.

## Osobnosti
- Filaret (Vozněsenskij) (1903–1985), první hierarcha ruské pravoslavné církve v zahraničí
- Oleh Babajev (1965–2014), ukrajinský politik, starosta Kremenčuku (2010–2014)
- Alexandr Dejneka, ruský sovětský malíř
- Alexej Gennaďjevič Ďumin (* 1972), ruský politik, guvernér Tulské oblasti
- Pavlo Klimkin (* 1967), ukrajinský ministr zahraničí (2014–2019)
- Nikolaj Sergejevič Korotkov (1874–1920), ruský chirurg
- Alexandr Povetkin (* 1979), ruský boxer, olympionik
- Sergej Puskepalis (1966–2022), ruský divadelní režisér
- Alexandr Ruckoj (* 1947), ruský viceprezident (1991–1993), gubernátor Kurské oblasti (1996–2000)
- Roman Starovojt (1972–2025), ministr dopravy (2024–2025), gubernátor Kurské oblasti (2019–2024)
- Sestry Tolmačovovy (* 1997), ruské hudební duo

## Partnerská města
- Severodvinsk, Rusko (2001)